# Евандру Гоебел
Евандру Гоебел (порт. Evandro Goebel, нар. 23 серпня 1986, Блуменау) — бразильський футболіст, півзахисник португальського «Порту». Також має громодянство Сербії.
Грав за молодіжну збірну Бразилії.

## Клубна кар'єра
Народився 23 серпня 1986 року в місті Блуменау. Вихованець футбольної школи клубу «Атлетіку Паранаенсе». Дорослу футбольну кар'єру розпочав 2005 року в основній команді того ж клубу, в якій провів п'ять сезонів, взявши участь у 59 матчах чемпіонату. 
Протягом цього періоду також встиг пограти за низку інших клубів на умовах оренди — грав за команди «Гояс», «Палмейрас», «Атлетіко Мінейру» та «Віторія» (Салвадор).
У грудні 2010 року уклав контракт на 3,5 роки із сербським клубом «Црвена Звезда». Провів у складі белградського клубу лише півтора сезони, протягом яких стабільно виходив в основному складі команди. З метою скорочення кількості легіонерів у команді клуб подав заяву на надання Евандру громадянства Сербії, яку було задоволено влітку 2011 року.
Влітку 2012 року перебрався до Португалії, де спочатку став гравцем клубу «Ешторіл Прая», а за два роки, у липні 2014, перейшов до «Порту».
13 січня 2017 року підписав 2-річний контракт з «Галл сіті». Він забив свій перший гол за свою нову команду 29 січня, але за підсумками матчу команда програла «Фулгему» з рахунком 1:4 у четвертому раунді Кубка Англії.
1 липня 2019 року Евандро повернувся до Бразилії після дев'яти років перебування закордоном і підписав річний контракт із «Сантусом».
11 вересня 2020 року приєднався до «Шапекоенсе», але через рік після перемоги у лізі оголосив про завершення кар'єри.

## Виступи за збірну
2005 року  залучався до складу молодіжної збірної Бразилії. На молодіжному рівні зіграв у 14 офіційних матчах, забив 4 голи.

## Титули та досягнення
- Володар Кубка Сербії (1):

«Црвена Звезда»: 2011-12